# Ульссон, Юнас (футболист, 1983)
Ю́нас У́льссон (швед. Jonas Olsson; родился 10 марта 1983, Ландскруна, Швеция) — шведский футболист, защитник. Выступал за сборную Швеции.

## Карьера

### Клубная
Дебютировал в профессиональном футболе за клуб «Ландскруна» в 2003 году.
Два года спустя Ульссон был продан в голландский клуб НЕК за 750 000 евро. Играя в Швеции, Ульссон показал себя очень жёстким игроком — в 2004 году он получил больше всех предупреждений. Но в Нидерландах стиль игры Ульссона изменился в лучшую сторону и грубая игра игрока осталась в прошлом.
22 августа 2008 года появились сообщения о том, что Ульссон переходит в английский клуб «Вест Бромвич Альбион», выступающий в английской Премьер-лиге. 29 августа руководство «Вест Бромвич» подтвердило, что с Ульссоном подписан контракт, сумма которого составила 800 000 фунтов стерлингов с возможной прибавкой в размере до 360 000 фунтов в зависимости от показанных результатов. Первое появление на поле в составе «Вест Бромвича» состоялось 13 сентября 2008 года в матче против клуба «Вест Хэм Юнайтед». Свой первый мяч Ульссон забил в матче на выезде против «Мидлсбро» 27 сентября 2008 года. В сезоне 2008/09 Ульссон смог забить ещё два мяча: один — в матче розыгрыша Кубка Англии по футболу против клуба «Питерборо Юнайтед», второй — в матче против клуба «Сандерленд», который команда Ульссона выиграла со счётом 3:0. Тем не менее в сезоне 2008/09 «Вест Бромвич» занял последнее место в турнирной таблице и выбыл в Чемпионшип. В Премьер-лигу клуб смог вернуться в 2010 году.

### В сборной
В сборной Швеции играет с 2010 года, дебютировал в товарищеском матче против сборной Беларуси. Участник чемпионата Европы 2012.